# جمعية مرشدات بنما
جمعية مرشدات بنما هي المنظمة الإرشادية الوطنية في بنما. تأسست في عام 1950، وأصبحت عضوا كامل العضوية في الرابطة العالمية للمرشدات وفتيات الكشافة في عام 1952. المنظمة للبنات فقط وتضم 751 عضوة (اعتبارا من عام 2003).